# ناز (سرده)
ناز، ابرون (نام علمی: Sedum) نام یک سرده از تیره گل‌نازیان است.